# Kimberly Pressler
Kimberly Pressler (n. Franklinville, Nueva York el 21 de mayo de 1977) es una reina de belleza y modelo de los Estados Unidos, y ganadora del Miss USA 1999 y representó a los Estados Unidos en Miss Universo 1999 sin clasificar al top.